# Sybreed
Sybreed este o formație de industrial metal din Geneva, Elveția.

## Membri
Membri actuali
- Thomas “Drop” Betrisey — chitare, programare muzicală (2003–prezent)
- Kevin Choiral — baterie (2007–prezent)
- Ales Campanelli — bas (2012–prezent)

Foști membri
- Luis “Burn” Da Silva Cruz — bas (2003–2009)
- Alex Anxonnia — baterie (2003–2006)
- Stéphane Grand — bas (2010–2011)
- Benjamin Nominet — vocal (2003–2013)

Muzicieni de turnee
- Dirk Verbeuren — baterie (Antares)

## Discografie
Albumuri de studio
- Slave Design (2004)
- Antares (2007)
- The Pulse of Awakening (2009)
- God Is An Automaton (2012)

Extended play
- A.E.O.N. (2009)
- Challenger (2011)